# Anna Czekanowska-Kuklińska

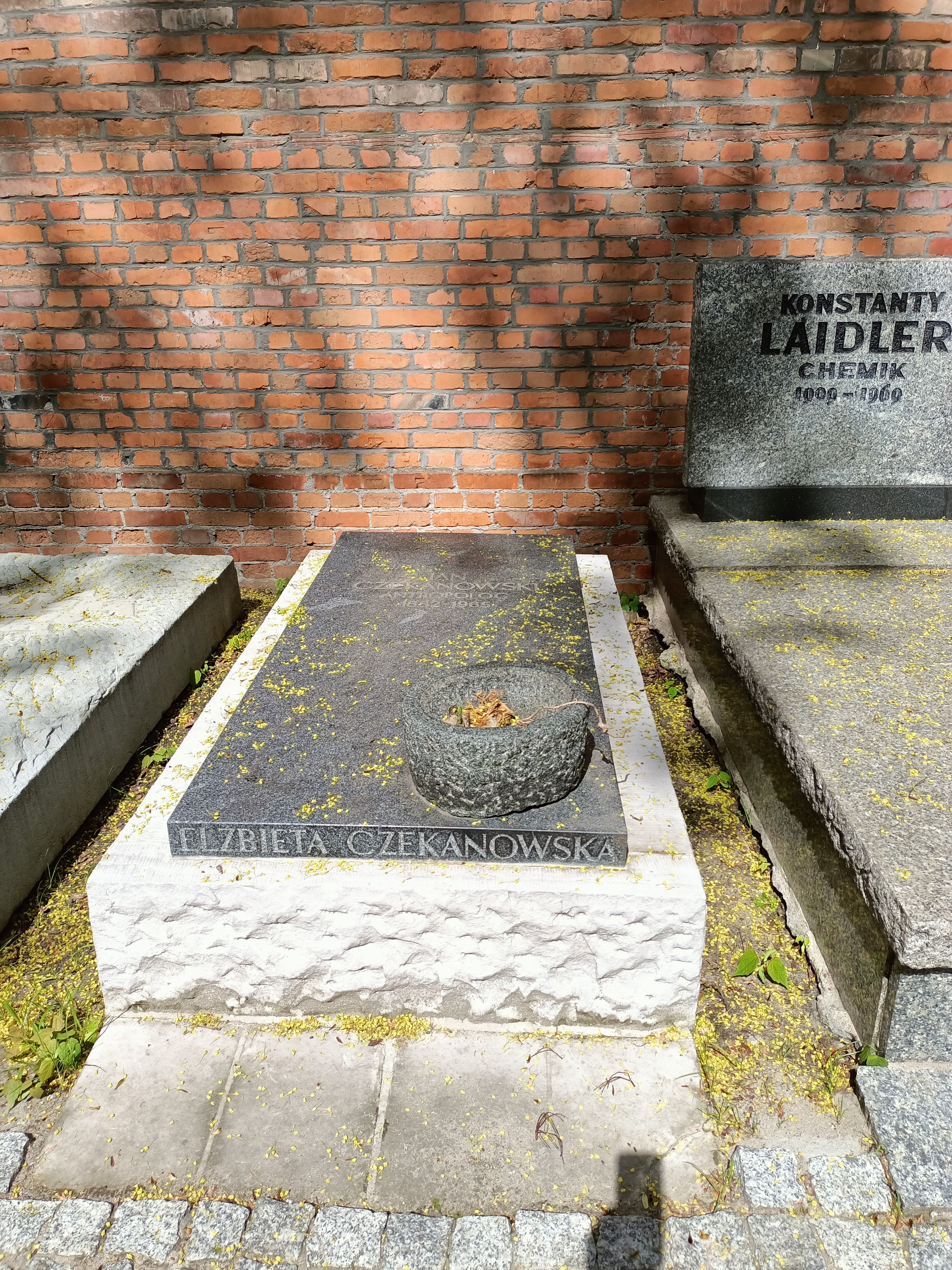
Grób Jana i Anny Czekanowskiej-Kuklińskiej na cmentarzu Powązkowskim

Anna Czekanowska-Kuklińska (ur. 25 czerwca 1929 we Lwowie, zm. 18 października 2021 w Warszawie) – polska muzykolog (etnomuzykolog), profesor sztuk muzycznych, profesor Uniwersytetu Warszawskiego, córka antropologa i etnografa Jana Czekanowskiego, badacza kultur pierwotnych Afryki i podróżnika.

## Życiorys
Studiowała muzykologię w latach 1948–1952 u Adolfa Chybińskiego na Uniwersytecie w Poznaniu, następnie w l. 1958/59 – u K. Reinharda w Berlinie oraz M. Schneidera i K.G. Fellerera w Kolonii. Od 1957 związana z Instytutem Muzykologii UW, którego w latach 1975–1991 była dyrektorem, kierując od 1969 Zakładem Etnomuzykologii, który stworzyła od podstaw i na wiele lat ukierunkowała jego profil badawczy. W 1959 uzyskała na UW stopień doktora na podstawie pracy Pieśni biłgorajskie. Przyczynek do interpretacji polskiego pogranicza południowo-wschodniego (wyd. 1961). W 1968 habilitowała się na UW rozprawą Ludowe melodie wąskiego zakresu w krajach słowiańskich (wyd. 1972). W 1976 otrzymała tytuł profesora nauk humanistycznych, w 1983 – profesora zwyczajnego. Z jej inicjatywy opracowany został kompleksowy model kształcenia etnomuzykologów na poziomie uniwersyteckim. Była autorką jednych z niewielu w Polsce podręczników z zakresu etnomuzykologii – Etnografia muzyczna. Metodologia i metodyka (1971) oraz Kultury muzyczne Azji (1981).
Cechą charakterystyczną obszernego dorobku naukowego Czekanowskiej była jego wielostronność. Był on wprawdzie skoncentrowany głównie na etnomuzykologii, lecz w jej obrębie uczona penetrowała problematykę zarówno etnomuzykologii Polski, jak i kultur muzycznych świata. Interesowały ją kwestie metodyki i metodologii badań etnomuzykologicznych, jak i związki muzyki ludowej z dyskursami muzycznymi i paradygmatami stylistycznymi muzyki artystycznej. Dzięki tej wielostronności problematyki badawczej i bogatych doświadczeń we współpracy międzynarodowej, Czekanowska była pierwszym etnomuzykologiem, który wprowadził problematykę polskich badań w tym zakresie na arenę międzynarodową. Jej wpływ na badania późniejszych pokoleń polskich etnomuzykologów jest znaczący. Wytyczone przez nią nurty badawcze są do dziś kontynuowane w pracach jej uczniów.
Czekanowska była członkiem wielu polskich i międzynarodowych towarzystw naukowych, w latach 1975–1985 była członkiem zarządu International Council for Traditional Music. Wykładała m.in. w Konserwarium im. Czajkowskiego w Moskwie (1962), University of State Washington (1963, 1980-83), Johannes Gutenberg Universität (Mainz, 1983-84), Pittsburg University, Duquesne University, Durham University (1994). W latach 1999–2004 prowadziła wykłady oraz pełniła funkcję Kierownika Katedry Etnomuzykologii na Katolickim Uniwersytecie Lubelskim. Od 2004 wykładała w Collegium Civitas w Warszawie.

## Działalność naukowa
Od początku swej działalności naukowo-badawczej Czekanowska specjalizowała się w etnomuzykologii. Już w latach 50. brała udział w badaniach terenowych organizowanych przez Mariana i Jadwigę Sobieskich. Jej praca magisterska dotyczyła pieśni z regionu Opoczna. Czekanowska jest twórcą statystyczno-matematycznej metody analizy melodii ludowych. Opracowała ją na podstawie diagramów swego ojca, a także w oparciu o klasyfikację taksonomiczną wywodzącą się z prac grupy matematyków z kręgu Hugo Steinhausa, profesora Uniwersytetów Lwowskiego i Wrocławskiego. Główną zasadą tej metody jest formalizacja analizy melodycznej, przetwarzanie informacji o różnicach, a następnie grupowanie melodii według podobieństw. Jako jedyny etnomuzykolog polski publikowała monografie w prestiżowych wydawnictwach zachodnich (Uniwersytet w Kolonii i w Cambridge University Press). Jej książka Slavonic Heritage. Polish Tradition, Contemporary Trends (1990) należy do klasycznej już literatury przedmiotu. W książce Studien zum Nationalstil der polnischen Musik (1990) włączyła się do dyskusji nad problematyką stylu narodowego, którą następnie kontynuowała w kierowanym przez nią w szeroko zakrojonym projekcie zbiorowym Dziedzictwo europejskie a polska kultura muzyczna w dobie przemian (wyd. 1995). Czekanowska wykształciła wielu znanych obecnie etnomuzykologów, takich jak: prof. Piotr Dahlig, prof. Sławomira Żerańska-Kominek i prof. Katarzyna Dadak-Kozicka. W przedostatniej, autobiograficznej książce, Czekanowska wspominała swoje dzieciństwo we Lwowie: Świat rzeczywisty – świat zapamiętany. Losy Polaków we Lwowie (1939-41) (wyd. 2010). Autobiograficzny charakter ma także jej ostatnia książka pt. Ku niedalekiej przeszłości. Z doświadczeń badacza i nauczyciela (1947-2002) (wyd. 2015). 
Jest laureatką Nagród Ministra Nauki i Szkolnictwa Wyższego (1973, 1982, 1990) oraz Nagrodą Sekretarza I Wydziału PAN (1991).
Z okazji 50-lecia pracy naukowej Instytut Muzykologii UW wydał zbiór jej prac w różnych językach obcych pt. Pathways of Ethnomusicology (Warszawa 1999), w którym znajduje się również jej krótka biografia, spis publikacji oraz wykaz prac pisanych pod jej kierunkiem.

## Wybrane publikacje
- Pieśń ludowa Opoczyńskiego na tle problematyki etnograficznej (1956); w: Studia Muzykologiczne, vol. 5. Kraków: Polskie Wydawnictwo Muzyczne, s. 344–453.
- Pieśni biłgorajskie (1961). Przyczynek do interpretacji polskiego pogranicza południowo-wschodniego” w: Prace i Materiały Etnograficzne, vol. 18, part 2. Wrocław: Polskie Towarzystwo Ludoznawcze,
- Etnografia muzyczna. Metodologia i metodyka (1971) Warszawa: PWN
- Ludowe melodie wąskiego zakresu w krajach słowiańskich. Przegląd dokumentacji źródłowych, próba klasyfikacji metodą taksonomii wrocławskiej (1972). Kraków: PWM,
- Kultury muzyczne Azji (1981), Kraków: PWM,
- Główne kierunki i orientacje etnomuzykologii współczesnej. Refleksje metodologiczne (red., 1983); Warszawa: Wydawnictwa Uniwersytetu Warszawskiego,
- From Idea to Sound (1993) (red., razem z M. Velimirovicem i Z. Skowronem), Kraków: Fundacja Zjednoczonej Europy,
- Studien zum Nationalstil der polnischen Musik (1990); w: Kölner Beiträge zur Musikforschung, vol. 163. Regensburg: Gustav Bosse Verlag,
- Polish Folk Music: Slavonic Heritage; „Polish Tradition”; Contemporary Trends (1990), Cambridge: University Press,
- Dziedzictwo europejskie a polska kultura muzyczna w dobie przemian (red., 1995),
- Pathways of Ethnomusicology (1999), Warszawa: Instytut Muzykologii UW,
- Kultury tradycyjne wobec współczesności: Muzyka, poezja, taniec (2008), Warszawa: Trio,
- Świat rzeczywisty – świat zapamiętany, Losy Polaków we Lwowie (1939-1941) (2010), Lublin: Norbertinum.
- Ku niedalekiej przeszłości. Z doświadczeń badacza i nauczyciela (1947-2002) (2015), Poznań: PTPN.